# Минеевская
 Минеевская  — деревня в Афанасьевском районе Кировской области в составе Ичетовкинского сельского поселения.

## География
Расположена на расстоянии примерно 10 км по прямой на северо-восток от райцентра поселка  Афанасьево.

## История
Известна с 1891 года как починок Минея Порубова с 2 дворами, в 1905 году 3 двора и 21 житель, в 1926 здесь (починок Минеевский) хозяйств 9 и жителей 43 (34 –«пермяки»). В 1950 хозяйств 19 и жителей 59, в 1989 проживало 15 человек. Современное название утвердилось с 1978 года.  

## Население
Постоянное население составляло 9 человек (русские 100%) в 2002 году, 4 в 2010.